# Duc Hui de Qin
Hui de Qin (chinois : 秦惠公) (mort en 387 av. J.-C.) était un duc de Qin durant la Période des Royaumes combattants. Il régna de 399 av. J.-C. à 387 av. J.-C.. 

## Biographie
Son père le duc Jian de Qin était l'oncle de son prédécesseur le duc Ling. Lorsque le duc Ling est mort en 415 av. J.-C., le trône a été proposé à son oncle le duc Jian à la place de son fils le prince Ying Liang, le futur duc de Xian. Le duc Hui succéda à son père quand le duc Jian est mort en 400 av. J.-C., après 15 ans de règne. 
En 391 av. J.-C., le duc attaqua son voisin l'État d'Han et conquit six cités. En même temps, il proclama une alliance avec le puissant l'État de Chu.
En 389 av. J.-C., la force du duc, forte de 500 0000 hommes, attaqua l'État de Wei, mais subit à Huayin une cuisante défaite contre l'armée du général Wuqi (吴起).
En 387 av. J.-C., le royaume de Qin attaqua son voisin du sud l'État de Shu et conquit la ville de Nanzheng. Plus tard dans la même année, le royaume de Qin a subi une invasion de l'État de Wei, la force de Qin stoppa cette invasion après une bataille près de la ville de Wucheng.
Le duc Hui meurt en 387 av. J.-C. et a été remplacé par son jeune fils, Chuzi. Chuzi était alors âgé d'un ou deux ans, et l'essentiel du pouvoir fut alors tombé aux mains de sa mère, la duchesse douairière. Deux ans plus tard, en 385 av. J.-C., le ministre Jun Gai (菌改) rebella et escorta le prince Ying Liang, qui était à l'époque en exil dans l'État de Wei, de retour dans la capitale, Ying Liang tua Chuzi et sa mère, et proclama duc.